# 柯文 (历史学家)
柯文（英語：Paul A. Cohen, 1934年6月—）是一位美国汉学家。中文名叫柯文。

## 生平
1934年出生于美国纽约市，1952年进入康奈尔大学，1953年转至芝加哥大学，1955年获得芝加哥大学学士学位。1957年和1961年分别获得哈佛大学硕士和博士学位，师从费正清和史华慈，1962年进入密歇根大学任教，1963年进入阿默斯特学院任教，1965年进入维斯理学院任教直到退休。目前担任哈佛大学费正清中国研究中心研究员。

## 著作
- 《在中国发现历史》，中华书局，2002年8月，ISBN 9787101034080
- 《在传统与现代性之间》，江苏人民出版社，2006年12月，ISBN 9787214012715
- 《历史三调》，社会科学文献出版社，2015年8月，ISBN 9787509776223

## 家庭
妻子是Jane M. Cohen，在德克萨斯大学法学院任教。